# Daïra d'Amoucha
La daïra d'Amoucha est une circonscription administrative algérienne située en Petite Kabylie dans la wilaya de Sétif et limitrophe de la wilaya de Béjaïa. Son chef-lieu est situé sur la commune éponyme d'Amoucha.
La daïra regroupe les trois communes d'Amoucha, Oued El Barad et Tizi N'Bechar.

## Géographie

### Localisation
| Kherrata (wilaya de Béjaïa) | Kherrata (wilaya de Béjaïa) | Babor         |
| Aïn Arnat                   | daïra d'Amoucha             | Aïn El Kebira |
| Aïn Arnat                   | Aïn Arnat                   | Aïn El Kebira |